# Paneelzaag

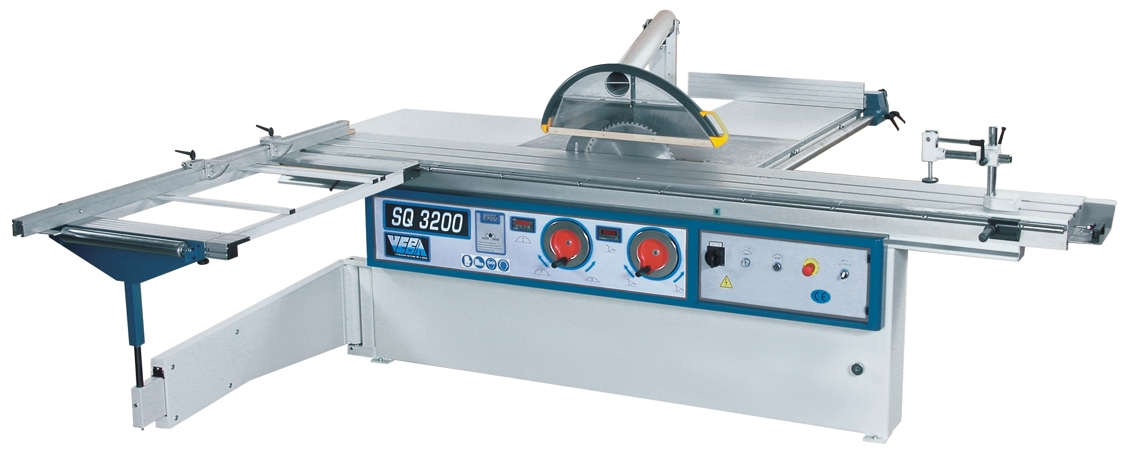

Een paneelzaag is een zaagmachine in de houtbewerking die zich onderscheidt van een tafelzaag en een cirkelzaag door een bewegend gedeelte links van de zaag die omschreven wordt als een loopwagen. Het te zagen materiaal ligt op de loopwagen wordt zo langs de zaag geleid. Bij een tafelzaag wordt juist het te zagen plaatmateriaal over de tafel geschoven langs de cirkelzaag en is daarom minder nauwkeurig.

## Verwerking van panelen
Een paneelzaag wordt typisch gebruikt voor het verwerken van houten panelen. Dit kan plaatmateriaal zijn in alle soorten kwaliteiten of massief hout. De paneelzaag wordt gebruikt voor het verzagen van houten panelen op maat om daarna verder te bewerken in alle soorten houten toepassingen binnens- en buitenshuis.

## Verschillende versies
Paneelzagen bestaan in vele verschillende versies. Dit kan gaan van het hobbymatige gebruik tot het professionele gebruik in een schrijnwerkerij.
Zaaglengtes variëren bij de kleinste modellen van 1250 mm tot 3500 mm. Welke machine gebruikt of aangekocht zal worden is afhankelijk van de maten van panelen die verwerkt zullen worden. In België zijn de meest voorkomende maten van plaatmateriaal 2450 mm, 2500 mm en 3050 mm.
Dus zelfs bij het kleinste model is het daarom mogelijk om een plaat van 2500 mm te verwerken, waarbij deze eerst doormidden wordt gezaagd op de maximale lengte.

## Kwaliteit machines
Er bestaat een grote verscheidenheid aan kwaliteit in paneelzagen. Zo is er een typische breuklijn in de markt van machines van Chinese makelij en deze van Europese makelij (België, Italië en Duitsland). 
Een Chinese machine heeft typisch een lagere kwaliteit in afwerking en in zaagresultaat, maar is gunstiger in aankoopprijs. De wederverkoopsprijs van deze machine echter zal na enkele jaren herleid zijn tot de metaalwaarde van de machine.
Een Europese machine is typisch veel steviger gebouwd en zal zijn waarde ook na tientallen jaren behouden. De toonaangevende merken in deze zijn Altendorf, Martin, Robland, SCM en Felder.
Door de prijsdruk hebben een aantal Europese fabrikanten de tering naar de nering gezet en herlabelen ze nu een gedeelte van hun programma. De machines worden in China of Oost-Europa gemaakt en herlabeld onder de betere merknaam. Dit zorgt uiteraard voor de nodige verwarring bij de klant van deze machines. Uitzonderingen hierop vormen Martin en Robland, die hun machines wel nog volledig bouwen in respectievelijk Duitsland en België.

## Loopwagens
De loopwagen van de paneelzaag is het gedeelte dat deze machine uniek maakt en ook de naam aan deze machine geeft. Dit gedeelte is typisch gemaakt in aluminium en wordt voor montage hard geanodiseerd, zodat een harde slijtvaste laag ontstaat, die zorgt voor een stabiele glij constructie met minimale speling die dan weer zorgt voor dat de zaagkwaliteit behouden blijft tijdens gebruik.
Mogelijk nog belangrijker dan het aluminium (boven)profiel is het onderprofiel waarop de rolwagen loopt en stabiel moet blijven.